# Jardim Motael

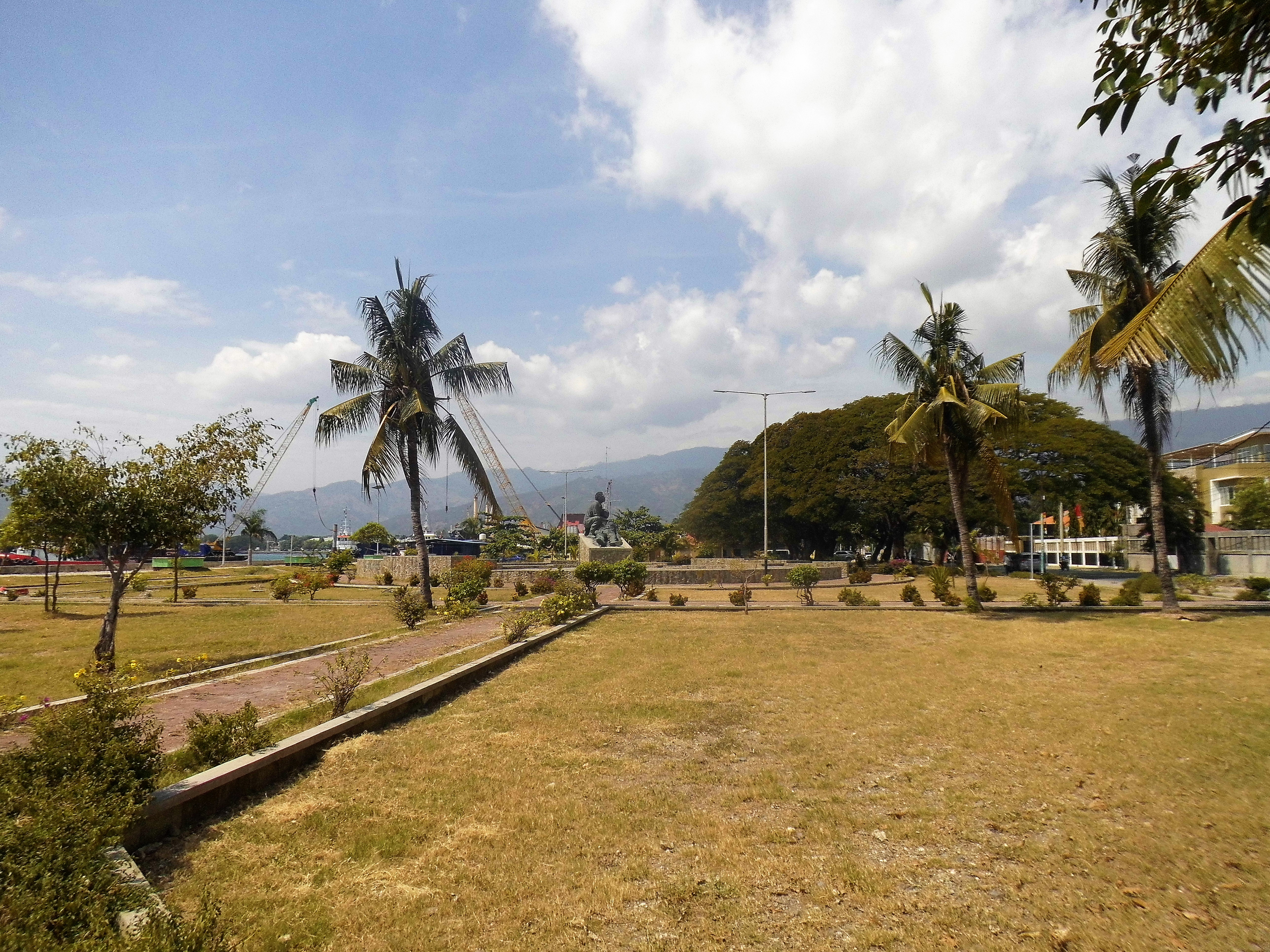
Der Jardim Motael (2018)

Der Jardim Motael (auch Jardim 12 de Novembro) ist eine Parkanlage im Zentrum der osttimoresischen Landeshauptstadt Dili.
Der Jardim Motael befindet sich gegenüber der Kirche Santo António de Motael, zwischen der Avenida de Motael und dem Ufer der Bucht von Dili. Der Süden liegt im Stadtteil Farol, der Norden im Stadtteil Palapaso (Suco Motael, Verwaltungsamt Vera Cruz). Am südöstlichen Ende liegt der Hafen von Dili.
Zentrales Element des Parks ist das Denkmal für das Santa-Cruz-Massaker (auch Estátua da Juventude) vom 12. November 1991. Es ersetzte 2011 das Monument für die Regionen Timors, das mit einer Holz-/Stahlrohrkonstruktion die 13 Distrikte symbolisieren sollte.

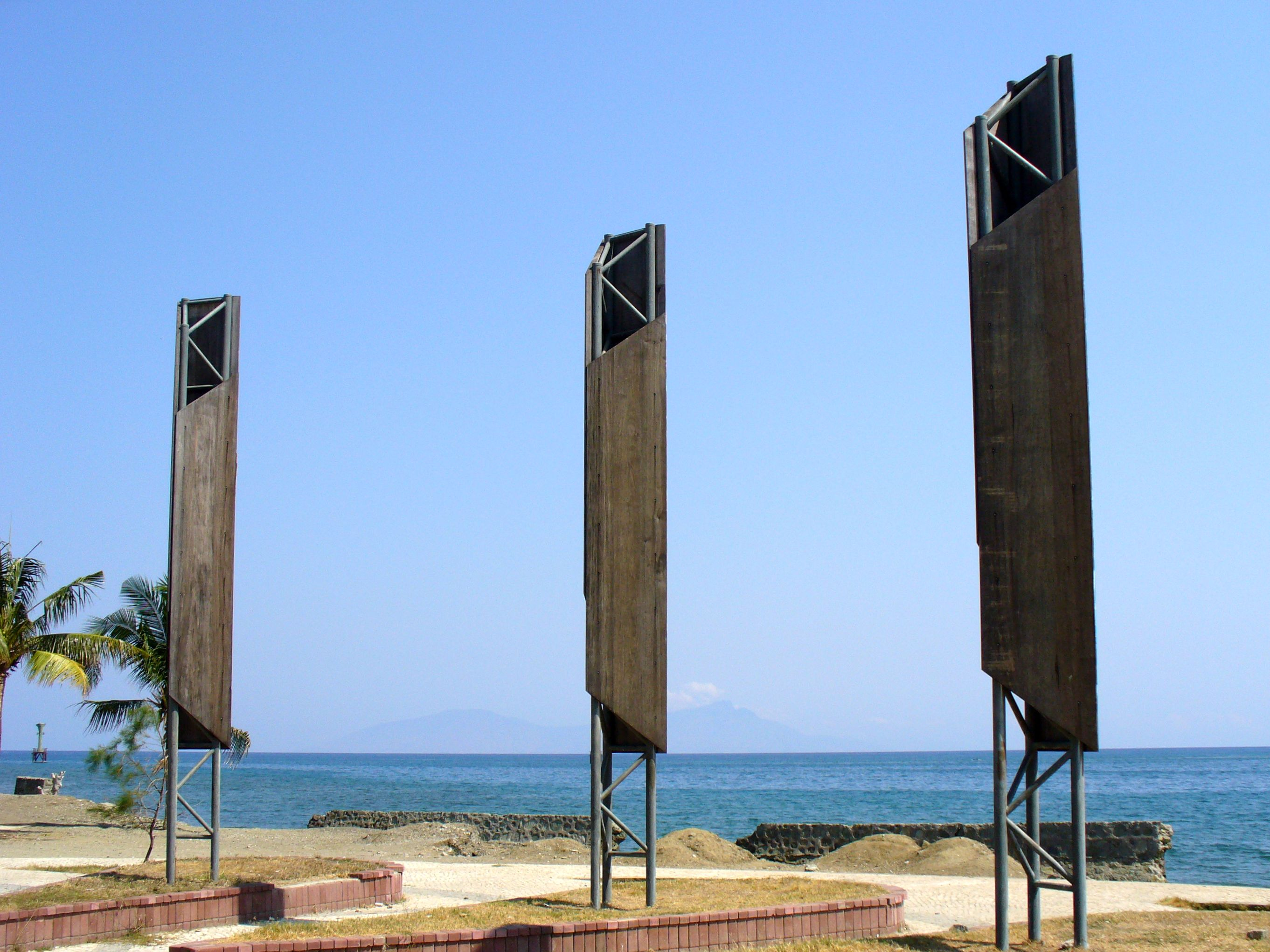
Das ehemalige Denkmal der Regionen Timors
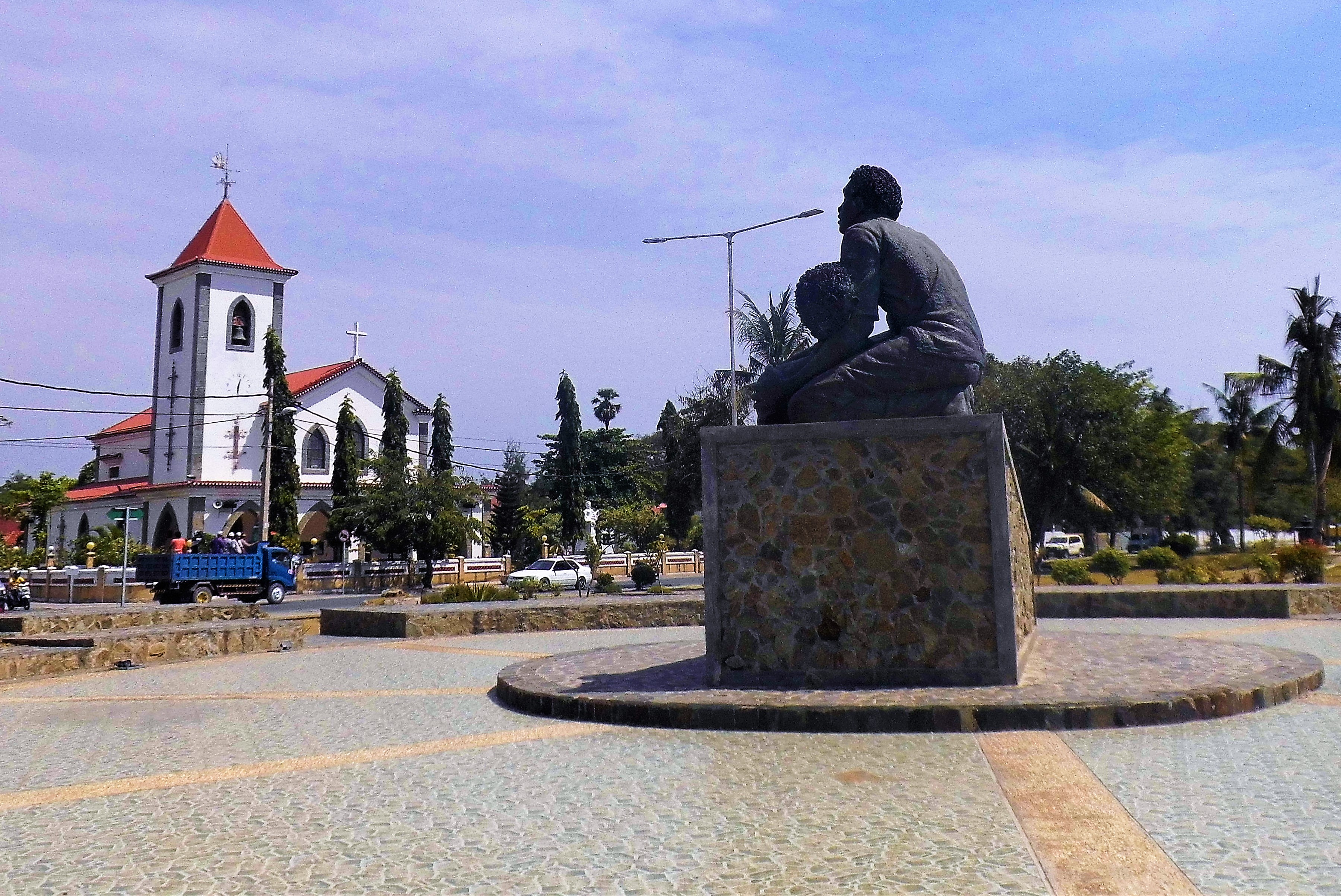
Das Santa-Cruz-Denkmal und im Hintergrund Santo António de Motael